# “SINGLES”
『“SINGLES”』（シングルズ）は、日本のロックバンドであるBOØWYの初のベスト・アルバム。
1988年12月24日に東芝EMIのイーストワールドレーベルからリリースされた。BOØWY関連のリリースとしてはライブ・アルバム『“LAST GIGS”』（1988年）よりおよそ7か月ぶりとなり、リリース日は渋谷公会堂公演での解散宣言から1年後となる日であった。
東芝EMIへの移籍後にリリースされた7枚のシングルのA面曲並びに一部B面曲も収録されている。オリコンチャートでは最高位1位を獲得、最終的な売り上げ枚数は172万枚となった。

## 背景
BOØWYは6枚目のアルバム『PSYCHOPATH』（1987年）を受けてのコンサートツアー「BOØWY ROCK'N'ROLL REVIEW DR.FEELMAN'S PSYCHOPATHIC HEARTS CLUB BAND TOUR」の最終日となった12月24日の渋谷公会堂公演にて解散宣言を行いバンド活動に終止符を打つ事となった。翌12月25日には新聞各紙のBOØWYサイドが買い取ったスペースにメンバー4人の個人名が記載された状態で解散宣言が掲載され、最終公演の予定が告知された。
1988年に入り、4月4日および4月5日には2日間連続の東京ドーム公演となる「LAST GIGS」が告知され、2日間の入場者数に当たる約95000人分のチケットは販売開始から10分でソールドアウトし、チケット販売開始後に電話が殺到した影響で、文京区の電話回線がパンクする事態となった。4月5日には全24曲が演奏され、氷室京介による「俺たちはまだまだ伝説になんかなんねーぞ!」というMCを残して解散する事となった。
公演からおよそ3か月後の7月21日に氷室はファースト・シングル「ANGEL」（1988年）をリリースしてBOØWYメンバーの誰よりも早くソロデビューを果たした。氷室はその後9月1日にファースト・ソロアルバムとなる『FLOWERS for ALGERNON』（1988年）をリリースした。それからおよそ1か月後の10月5日に布袋寅泰はファースト・ソロアルバム『GUITARHYTHM』（1988年）をリリースしソロデビューを果たす事となった。

## 構成
東芝EMI時代に発表された全シングル曲、一部カップリング曲を収録。しかし、リリース当初は「Marionette」のみアルバムバージョンでの収録だったが、CD-BOX『BOØWY COMPLETE 21st CENTURY 20th ANNIVERSARY EDITION』（2002年）に収録されている『“SINGLES”』にて初めてシングルバージョンが収録され、以降のリリースでは全てシングルバージョンに差し替えられている。
未収録のB面曲は「OUR LANGUAGE」（2ndシングル「BAD FEELING」B面）、「BEGINNING FROM ENDLESS」「〜GIVE IT TO ME (LIVE VERSION)」（3rdシングル「わがままジュリエット」B面）、「B・BLUE (Live Version)」、「BABY ACTION (Live Version)」（5thシングル「ONLY YOU」B面）、スージー・クアトロのカバー曲「THE WILD ONE」（6thシングル「Marionette -マリオネット-」B面）の計6曲。「"16"」「季節が君だけを変える (Single Version)」「CLOUDY HEART (Single Version)」は本作で初CD化。
なお、「BAD FEELING (12inch Single Version)」はオムニバスアルバム『ロング・バージョン・スペシャル』（1985年）で、「NO. NEW YORK」はCD VIDEO 「Marionette」（1987年）で既にCD化されていた。実際にカップリング曲含め全シングル曲がCD化されたのは翌年5月24日、31日の全シングルCD化の際となった。

## リリース
1988年12月24日東芝EMIのイーストワールドレーベルより、LP、CD、CTの3形態でリリースされた。
後にボックス・セットである『BOØWY COMPLETE』に収録される形で1991年12月24日、1993年3月3日、2002年3月29日の計3回リリースされ、2002年版では初めて20ビット・デジタルリマスター版が収録された。
2作目のベスト・アルバム『THIS BOØWY』（1998年）リリース後に一度廃盤となったが、解散宣言から20年となる2007年12月24日に期間限定で紙ジャケット仕様にて再リリース、デビューから30周年となる2012年12月24日にはブルースペックCD2でリリース、その後も35周年を記念して2017年6月28日に2007年リリースの紙ジャケット盤が限定復刻された。

## 批評
| 専門評論家によるレビュー                   | 専門評論家によるレビュー |
| レビュー・スコア                           | レビュー・スコア         |
| 出典                                       | 評価                     |
| ------------------------------------------ | ------------------------ |
| CDジャーナル                               | 肯定的                   |
| 別冊宝島653 音楽誌が書かないJポップ批評18  | 肯定的                   |
| 別冊宝島1322 音楽誌が書かないJポップ批評43 | 否定的                   |

批評家からの本作の存在意義に対する意見は賛否両論となっており、音楽情報サイト『CDジャーナル』では本作がスタジオ・テイクのみで構成されている事を指摘した上で、「ライヴであれだけ盛り上がったバンドなのに汗が似合う曲が全然ないのに改めてビックリ」と主張し、「そのクールさとスウィートなメロディーで織りなすポップス集」と本作を位置付けた他、カップリング曲が収録されている事から「充実の一枚」と肯定的に評価、音楽誌『別冊宝島653 音楽誌が書かないJポップ批評18 BOØWYと「日本のロック」』においてライターの根本桃GO!は、「いかにもBOØWY的なヒット曲のオンパレードという感じ」と指摘しながらも、BOØWY解散後に出現したBOØWYの影響下にあった他のバンドと比較した上で「明らかに一線も二線も画す、技量、大衆を捉えるセンスというものが感じられる」と肯定的に評価、音楽誌『別冊宝島1322 音楽誌が書かないJポップ批評43 21世紀のBOØWY伝説』において社会学者の永井純一は、本作が『THIS BOØWY』リリースまでの10年間において唯一のベスト・アルバムであった事を指摘した上で、後に1曲以外の収録曲全てが『THIS BOØWY』に収録された事から入手するのであれば本作ではなく『THIS BOØWY』を推奨するとして否定的に評価した。

## チャート成績
オリコンチャートでは最高位1位の登場回数26回で売り上げ枚数は64.8万枚となった。その後も売り上げを伸ばしていき、最終的な累計で売り上げ枚数は172万枚となった。2012年12月24日にリリースされた再発版では最高位78位の登場回数2回となり、売り上げ枚数は0.2万枚となった。
オリジナル版はBOØWYのアルバム売上ランキングにおいて2位となったほか、2012年版は33位となっている。

## 収録曲

### オリジナル盤
| #         | タイトル                                              | 作詞             | 作曲      | 編曲                 | 初出AL・SG                         | 時間  |
| --------- | ----------------------------------------------------- | ---------------- | --------- | -------------------- | ---------------------------------- | ----- |
| 1.        | 「ホンキー・トンキー・クレイジー」(HONKY TONKY CRAZY) | BOØWY            | BOØWY     | 布袋寅泰、佐久間正英 | 『BOØWY』                          | 3:35  |
| 2.        | 「“16”」                                              | 氷室京介         | 氷室京介  | 布袋寅泰、佐久間正英 | 『ホンキー・トンキー・クレイジー』 | 3:54  |
| 3.        | 「BAD FEELING (12 inch Single Version)」              | 氷室京介、高橋信 | 布袋寅泰  | 布袋寅泰             | 『BOØWY』                          | 6:11  |
| 4.        | 「NO. NEW YORK」                                      | 深沢和明         | 布袋寅泰  | 布袋寅泰             | 『MORAL』                          | 4:15  |
| 5.        | 「わがままジュリエット」(WAGAMAMA JULIETTE)           | 氷室京介         | 氷室京介  | 布袋寅泰             | 『JUST A HERO』                    | 4:34  |
| 合計時間: | 合計時間:                                             | 合計時間:        | 合計時間: | 合計時間:            | 合計時間:                          | 22:29 |

| #         | タイトル                                  | 作詞      | 作曲      | 編曲      | 初出             | 時間  |
| --------- | ----------------------------------------- | --------- | --------- | --------- | ---------------- | ----- |
| 6.        | 「B・BLUE」                               | 氷室京介  | 布袋寅泰  | 布袋寅泰  | 『BEAT EMOTION』 | 3:56  |
| 7.        | 「WORKING MAN」                           | 松井恒松  | 布袋寅泰  | 布袋寅泰  | 『BEAT EMOTION』 | 2:44  |
| 8.        | 「ONLY YOU」                              | 氷室京介  | 布袋寅泰  | 布袋寅泰  | 『BEAT EMOTION』 | 4:10  |
| 9.        | 「Marionette」                            | 氷室京介  | 布袋寅泰  | 布袋寅泰  | 『PSYCHOPATH』   | 3:50  |
| 10.       | 「季節が君だけを変える (Single Version)」 | 氷室京介  | 布袋寅泰  | 布袋寅泰  | 『PSYCHOPATH』   | 4:07  |
| 11.       | 「CLOUDY HEART (Single Version)」         | 氷室京介  | 氷室京介  | 布袋寅泰  | 『BOØWY』        | 4:26  |
| 合計時間: | 合計時間:                                 | 合計時間: | 合計時間: | 合計時間: | 合計時間:        | 23:13 |

### リイシュー盤
| #         | タイトル                                              | 作詞             | 作曲      | 編曲                 | 時間  |
| --------- | ----------------------------------------------------- | ---------------- | --------- | -------------------- | ----- |
| 1.        | 「ホンキー・トンキー・クレイジー」(HONKY TONKY CRAZY) | BOØWY            | BOØWY     | 布袋寅泰・佐久間正英 | 3:36  |
| 2.        | 「“16”」                                              | 氷室京介         | 氷室京介  | 布袋寅泰・佐久間正英 | 3:56  |
| 3.        | 「BAD FEELING (12 inch Single Version)」              | 氷室京介・高橋信 | 布袋寅泰  | 布袋寅泰             | 6:12  |
| 4.        | 「NO. NEW YORK」                                      | 深沢和明         | 布袋寅泰  | 布袋寅泰             | 4:17  |
| 5.        | 「わがままジュリエット」(WAGAMAMA JULIETTE)           | 氷室京介         | 氷室京介  | 布袋寅泰             | 4:36  |
| 6.        | 「B・BLUE」                                           | 氷室京介         | 布袋寅泰  | 布袋寅泰             | 3:57  |
| 7.        | 「WORKING MAN」                                       | 松井恒松         | 布袋寅泰  | 布袋寅泰             | 2:45  |
| 8.        | 「ONLY YOU」                                          | 氷室京介         | 布袋寅泰  | 布袋寅泰             | 4:11  |
| 9.        | 「Marionette (Single Version)」                       | 氷室京介         | 布袋寅泰  | 布袋寅泰             | 3:38  |
| 10.       | 「季節が君だけを変える (Single Version)」             | 氷室京介         | 布袋寅泰  | 布袋寅泰             | 4:09  |
| 11.       | 「CLOUDY HEART (Single Version)」                     | 氷室京介         | 氷室京介  | 布袋寅泰             | 4:28  |
| 合計時間: | 合計時間:                                             | 合計時間:        | 合計時間: | 合計時間:            | 45:45 |

## スタッフ・クレジット
BOØWY
- 氷室京介 - ボーカル
- 布袋寅泰 - ギター、コーラス
- 松井恒松 - ベース
- 高橋まこと - ドラムス

## リリース履歴
| No. | リリース日     | レーベル                                    | 規格         | 規格品番                      | 最高順位 | 備考 |
| --- | -------------- | ------------------------------------------- | ------------ | ----------------------------- | -------- | --- |
| 1   | 1988年12月24日 | 東芝EMI／イーストワールド                   | LP CD CT     | RT28-5370 CT32-5370 ZT28-5370 | 1位      | 「Marionette」がアルバムバージョンで収録されている 『THIS BOØWY』リリース後に廃盤                                                                    |
| 2   | 1991年12月24日 | 東芝EMI／イーストワールド                   | CD           | TOCT-6398                     | 2位      | 「Marionette」がアルバムバージョンで収録されている CD-BOX『BOØWY COMPLETE LIMITED EDITION』収録                                                      |
| 3   | 1993年3月3日   | 東芝EMI／イーストワールド                   | CD           | TOCT-6398                     | 3位      | 「Marionette」がアルバムバージョンで収録されている CD-BOX『BOØWY COMPLETE REQUIRED EDITION』収録                                                     |
| 4   | 2002年3月29日  | 東芝EMI／イーストワールド                   | CD           | TOCT-24798                    | 14位     | 「Marionette」がシングルバージョンで収録されている CD-BOX『BOØWY COMPLETE 21st CENTURY 20th ANNIVERSARY EDITION』収録 20ビット・デジタルリマスター盤 |
| 5   | 2007年12月24日 | EMIミュージック・ジャパン／イーストワールド | CD           | TOCT-26497                    | -        | 「Marionette」がシングルバージョンで収録されている 24ビット・デジタルリマスター盤 紙ジャケット仕様                                                   |
| 6   | 2012年12月24日 | EMIミュージック・ジャパン／イーストワールド | Blu-spec CD2 | TOCT-98008                    | 78位     | 「Marionette」がシングルバージョンで収録されている                                                                                                   |
| 7   | 2017年6月28日  | ユニバーサルミュージックジャパン            | CD           | UPCY-9686                     | -        | 「Marionette」がシングルバージョンで収録されている 2007年発売された紙ジャケット仕様（旧品番TOCT-26497）の限定復刻                                    |